# Annona exsucca
Annona exsucca é descendente da magnólia . Isso foi descrito pela primeira vez por Dc. Annona exsucca pertence ao gênero Annona e à família Annonaceae .
Este tipo de planta pode ser encontrado em:
- Brasil
- Guiana
- Suriname
- Venezuela
- Bolívia
- Guiana Francesa

Não há tipos listados como este.